# Moho (Peru)
Moho é uma cidade do Peru, situada na região de  Puno. Capital da província de  Moho, sua população em 2017 foi estimada em 2.365 habitantes.